# Кочкуровка
Кочкуро́вка (рос. Кочкуровка) — село у складі Гур'євського округу Кемеровської області, Росія.
Стара назва — Кочкурово.

## Населення
Населення — 130 осіб (2010; 141 у 2002).
Національний склад (станом на 2002 рік):
- росіяни — 66 %